# Бичкрафт Б60 Дјук
Бичкрафт Б60 Дјук је амерички двомоторни нискокрилац са пет седишта. Производила га је фирма Beechcraft од 1968. до 1983. године. Користи се као путнички авион, за авиотакси и обуку и тренажу пилота.

## Пројектовање и развој
Развој Бичкрафт Б60 Дјук је почео почетком 1965. године и осмишљен је да попуни празнину између модела Бичкрафт барона и Бичкрафт Квин ер. Прототип је извео свој први лет 29. децембра 1966, а   ФАА је издала цертификат 1. фебруара 1968. Дистрибуција купцима је почела у јулу 1968.

### Технички опис
Бичкрафт Б60 Дјук је двомоторни нискокрилни путнички авион са 6 седишта.
Труп авиона је металне конструкције монокок, округлаог попречног пресека. Кабина пилота и путника чине једну целину. Кабине су опремљене великим прзорима што омогућава изванредну прегледност из авиона. Авион је опремљен уређајима који у кабини одржавају константни притисак и температуру. При репу са десне стране трупа налазе се врата за улаз у авион.
Крила су металне конструкције трапезастог облика. На крилима се налазе мотори, у крилаима су смештени унутрашњи резервоари за гориво а такође и простор у који се увлаче точкови за време лета. Крила имају управан положај на труп авиона.
Погонска група се састоји од два шестоцилиндрична ваздухом хлађена клипна мотора, Lycoming TIO-540-E1C4 са трокраком металном елисом константне брзине.
Стајни трап је увлачећи типа трицикл (један точак напред и два испод крила. Први точак се у току лета увлачи у кљун авиона а крилни точкови се увлаче у крила. Погон за увлачење и извлачење ногу стајног трапа је хидраулични.

### Варијанте
- Бичкрафт 60 - Први произведени модел са Lycoming TIO-540-E1C4 моторима, направљено 122 ком.
- Бичкрафт А60 - Побољшана верзија, направљено 121 ком.
- Бичкрафт Б60 - Најновија верзија, направљено 350 ком.

## Оперативно коришћење
Укупно је произведено 596 примерака у периоду од 1968. до 1983. године а нашао је примену као војни а и цивилни авион. Продавао се широм света

### Авион Бичкрафт Б60 Дјук у Југославији
Југославија је купила 4 ова авиона, 2 су купљена за потребе Савезног извршног већа (Владе Југославије), један за потребе Извршног већа Републике Македоније а један је био у приватном власништву. Први авион Бичкрафт Б60 Дјук је регистрован у ЈРЦВ 1969. године а последњи 2006.

## Земље корисници
| - Ангола - Аустралија - Бразил - Канада - Финска - Панама | - Немачка - Србија - Швајцарска - САД - Уједињено Краљевство - Јамајка |